# Douglas Dick
Douglas M. Dick (* 20. November 1920 in Charleston, West Virginia; † 19. Dezember 2015 in Los Angeles, Kalifornien) war ein US-amerikanischer Schauspieler und Drehbuchautor sowie nach seiner Filmkarriere Psychiater.

## Leben und Karriere
Douglas Dick diente im Zweiten Weltkrieg als Marineoffizier und wandte sich nach Ende des Krieges Hollywood zu. Er machte sein Filmdebüt 1946 in William Dieterles Drama Searching Wind an der Seite von Robert Young, wo er sofort eine größere Nebenrolle erhielt. In der Folgezeit wurde der blondhaarige Schauspieler meist in Thrillern oder Western eingesetzt, wo er oftmals in zweiten Hauptrollen ernsthafte junge Männer verkörperte. Seine bekannteste Rolle spielte er im Jahre 1948 als der nette Universitätsstudent Kenneth Lawrence in Alfred Hitchcocks Kammerspielfilm Cocktail für eine Leiche neben James Stewart. Im folgenden Jahr war er außerdem als Leutnant unter der Regie von John Huston in dem Kriegsfilm Die Rote Tapferkeitsmedaille zu sehen. Ab Anfang der 1950er-Jahre war Dick vorwiegend als Fernsehdarsteller tätig und spielte nur noch selten in Kinofilmen. Er übernahm unter anderem zwischen 1954 und 1955 die Hauptrolle in der Fernsehserie Waterfront. Als seine Schauspielkarriere einige Jahre später an Schwung verlor, betätigte sich Dick auch als Autor von einigen Drehbüchern für bekannte Fernsehserien.
Douglas Dick zog sich im Jahr 1971 nach rund 70 Film- und Fernsehauftritten ganz aus dem Showgeschäft zurück, blieb diesem jedoch weiterhin als Mitglied der Academy of Motion Picture Arts and Sciences verbunden. Nach dem Ende seiner Filmkarriere war Dick von 1971 bis ins hohe Alter als Psychiater im Raum Los Angeles tätig. Nachdem seine erste Ehe 1960 geschieden worden war, war er von 1963 bis zu ihrem Tod mit der Schauspielerin und Drehbuchautorin Peggy Chandler (1923–2001) verheiratet. Douglas Dick starb am 19. Dezember 2015 „friedlich in seinem Schlaf“ im Alter von 95 Jahren.

## Filmografie (Auswahl)

### Als Schauspieler
- 1946: Liebe zwischen Krieg und Frieden (The Searching Wind)
- 1948: Schmuggler von Saigon (Saigon)
- 1948: Casbah – Verbotene Gassen (Casbah)
- 1948: Cocktail für eine Leiche (Rope)
- 1949: Frau in Notwehr (The Accused)
- 1949: Home of the Brave
- 1951: Die rote Tapferkeitsmedaille (The Red Badge of Courage)
- 1952: Wofür das Leben sich lohnt (Something to Live For)
- 1952: Im Banne des Teufels (The Iron Mistress)
- 1953: So This Is Love
- 1954: Fluß der Rache (The Gambler from Natchez)
- 1954–1955: Waterfront (Fernsehserie, 36 Folgen)
- 1955–1957: Navy Long (Fernsehserie, 3 Folgen)
- 1957: Dakota (The Oklahoman)
- 1957–1959: Wyatt Earp greift ein (The Life and Legend of Wyatt Earp, Fernsehserie, 3 Folgen)
- 1957–1965: Perry Mason (Fernsehserie, 7 Folgen)
- 1958: Mickey Spillane’s Mike Hammer (Fernsehserie, 2 Folgen)
- 1958–1963: 77 Sunset Strip (Fernsehserie, 4 Folgen)
- 1958/1960: Abenteuer unter Wasser (Sea Hunt, Fernsehserie, 2 Folgen)
- 1958–1961: 77 Sunset Strip (Fernsehserie, 3 Folgen)
- 1960: Land der tausend Abenteuer (North to Alaska)
- 1960: Flammender Stern (Flaming Star)
- 1960–1961: Anwalt der Gerechtigkeit (Lock-Up, Fernsehserie, 2 Folgen)
- 1963: Sprung aus den Wolken (Ripcord, Fernsehserie, 1 Folge)
- 1964: Bonanza (Fernsehserie, 1 Folge)
- 1967: Wettlauf mit dem Tod (Run for Your Life, Fernsehserie, 1 Folge)
- 1967: Solo für O.N.C.E.L. (The Man from U.N.C.L.E., Fernsehserie, 1 Folge)
- 1970–1971: The Bold Ones: The New Doctors (Fernsehserie, 2 Folgen)
- 1971: Mannix (Fernsehserie, 1 Folge)

### Als Drehbuchautor
- 1967: Bezaubernde Jeannie (I Dream of Jeannie, Fernsehserie, 1 Folge)
- 1967–1968: Der Mann von Gestern (The Second Hundred Years, Fernsehserie, 4 Folgen)
- 1968–1969: Lieber Onkel Bill (Family Affair, Fernsehserie, 2 Folgen)
- 1969: Verliebt in eine Hexe (Bewitched, Fernsehserie, 4 Folgen)